# Franciszek Karp
Franciszek Karp (ur. 8 kwietnia 1933 w Lipinkach, zm. 15 grudnia 2010) – polski polityk, poseł na Sejm PRL IX kadencji.

## Życiorys
Syn Józefa i Katarzyny z domu Krupa. W latach 1950–1951 był słuchaczem, a potem seminarzystą Wojewódzkiej Szkoły Organizacyjnej Związku Młodzieży Polskiej w Krakowie. Uzyskał tytuł zawodowy magistra ekonomii w Akademii Ekonomicznej w Krakowie. W latach 1962–1965 był słuchaczem Wyższej Szkoły Nauk Społecznych przy KC PZPR.
Należał do Związku Walki Młodych, a następnie do ZMP, w którym od 1951 do 1952 był wiceprzewodniczącym Zarządu Powiatowego w Gorlicach, następnie do 1953 przewodniczącym ZP w Dębicy, a w 1953 instruktorem Zarządu Wojewódzkiego w Rzeszowie. Od 1953 do 1956 odbywał służbę wojskową w Legnicy. W latach 1956–1958 był instruktorem Komitetu Powiatowego Polskiej Zjednoczonej Partii Robotniczej w Gorlicach, następnie do 1959 był przewodniczącym tamtejszego ZP Związku Młodzieży Socjalistycznej, a w latach 1959–1962 wiceprzewodniczącym ZW ZMS w Rzeszowie. od 1965 do 1968 był sekretarzem Komitetu Miejskiego i Powiatowego PZPR w Przemyślu, a w okresie 1969–1971 pełnił funkcję I sekretarza KP PZPR w Dębicy. Od 1969 do 1974 był kierownikiem Wydziału Ekonomicznego Komitetu Wojewódzkiego PZPR w Rzeszowie. Od 1975 do 1980 był dyrektorem Rzeszowskich Fabryk Mebli w Sędziszowie Małopolskim. Od 19 listopada 1980 do 16 października 1989 pełnił funkcję I sekretarza KW PZPR w Rzeszowie. Od 1985 do 1989 pełnił mandat posła na Sejm PRL IX kadencji, reprezentując okręg Rzeszów. Zasiadał w Komisji Rolnictwa, Leśnictwa i Gospodarki Żywnościowej oraz w Komisji Planu Gospodarczego, Budżetu i Finansów. Od lipca 1986 do września 1989 był członkiem Centralnej Komisji Kontrolno-Rewizyjnej PZPR. W 1989 przeszedł na emeryturę, działał m.in. w Kole Łowieckim „Jedność”.

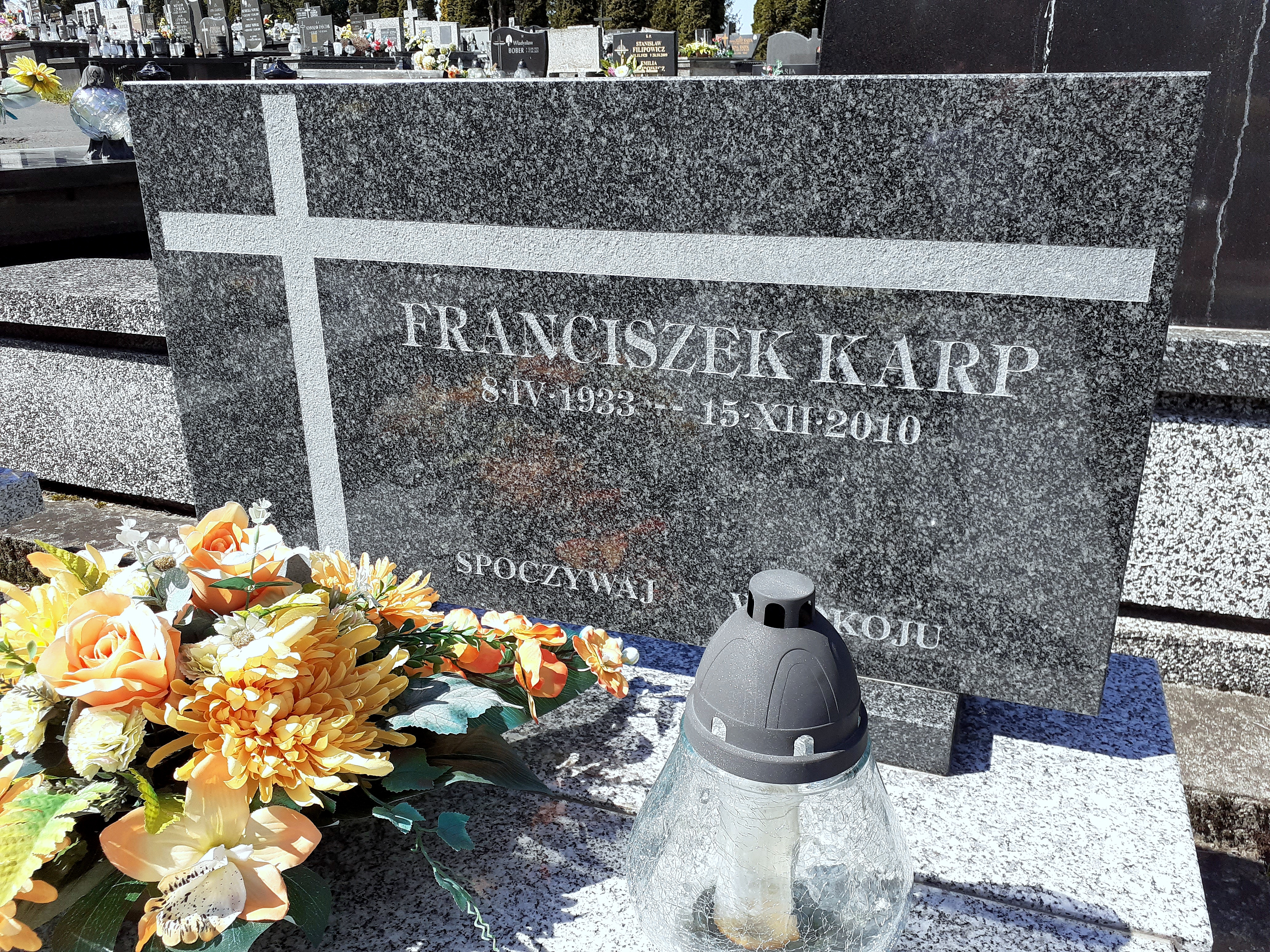
Nagrobek Franciszka Karpa

Pochowany na cmentarzu Wilkowyja w Rzeszowie.